# Örsjö kyrka, Småland
Örsjö kyrka är en kyrkobyggnad i Örsjö i Växjö stift. Den är församlingskyrka i Örsjö församling. 

## Kyrkobyggnaden
Örsjö kyrka är den sist uppförda av de tolv centralkyrkor som ritades av arkitekten Emil Langlet. I sin yrkesverksamhet hade Langlet ivrat för byggandet av centralkyrkor, som han bland annat fått inspiration till vid arkitekturstudier i Italien. Det var de romanska kupolkyrkorna som fångat hans intresse. Han ansåg att ett sådant utförande av kyrkorummet var mest lämpligt för den protestantiska gudstjänsten, med altare, predikstol och dopfunt intimt sammanhållna som en liturgisk brännpunkt. Eftersom predikan dessutom intog en central plats i gudstjänsten skulle församlingen ges möjlighet att se och höra predikanten.  Örsjö kyrka uppfördes 1889–1892 och invigningen ägde rum 1893. Den sexkantiga kyrkan är uppbyggd i två avsatser och kröns av en större lanternin med spira i mitten, omgiven av mindre fialliknade torn. 
Vid en brand påsken 1974 ödelades kyrkan, endast murväggarna lämnades kvar. Kyrkan återuppbyggdes på de kvarstående murarna och återfick sin tidigare exteriör. Däremot fick kyrkorummet helt ny interiör. Arkitekten Jerk Alton svarade för återuppbyggnaden och konstnären Sven-Bertil Svensson för den uppmärksammade konstnärliga totalutsmyckningen. Kyrkan återinvigdes i september 1976.

## Inventarier
- Altartriptyk utförd av konstnären Sven-Bertil Svensson, Mörbylånga.
- Fristående altare.
- Dopfunt  med cuppa av röd kalksten. Fötter bestående av förgyllda klot vilande på ett fundament.
- Triumfkrucifix.
- Låg predikstol prydd med heliga gestalter.
- Bänkinredning i halvcirkel.

## Orgel
- 1893 byggdes en orgel av E A Setterquist & Son, Örebro och den hade 12 stämmor. Orgeln förstördes 1974 i en brand.
- 1977 byggde A Mårtenssons Orgelfabrik AB, Lund en orgel. Den är mekaniskt och är placerad till vänster om koret.

| Huvudverk I   | Bröstverk II      | Pedal            | Koppel |
| Principal 8’  | Rörflöjt 8’       | Subbas 16’       | I/P    |
| Gedackt 8’    | Fugara 8’         | Gedacktpommer 8’ | II/P   |
| Oktava 4’     | Koppelflöjt 4’    | Koralbas 4'      | II/I   |
| Kvinta 2 2⁄3’ | Principal 2’      | Fagott 16'       |        |
| Waldflöjt 2’  | Scharf 2 chor     |                  |        |
| Ters 1 3⁄5’   | Krumhorn 8'       |                  |        |
| Mixtur 3 chor | Crescendosvällare |                  |        |

## Bildgalleri

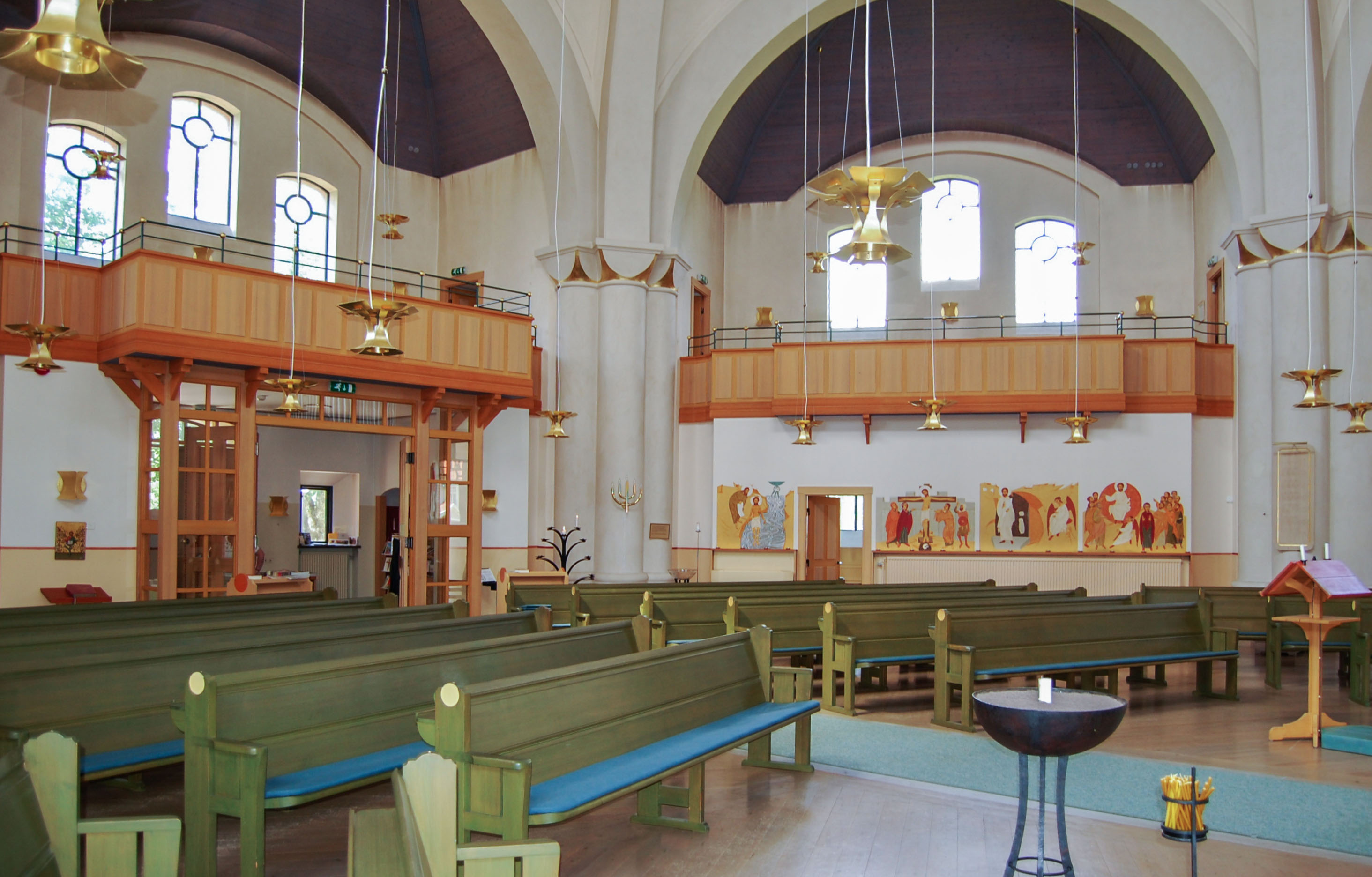
Kyrkorummet med sidoläktare
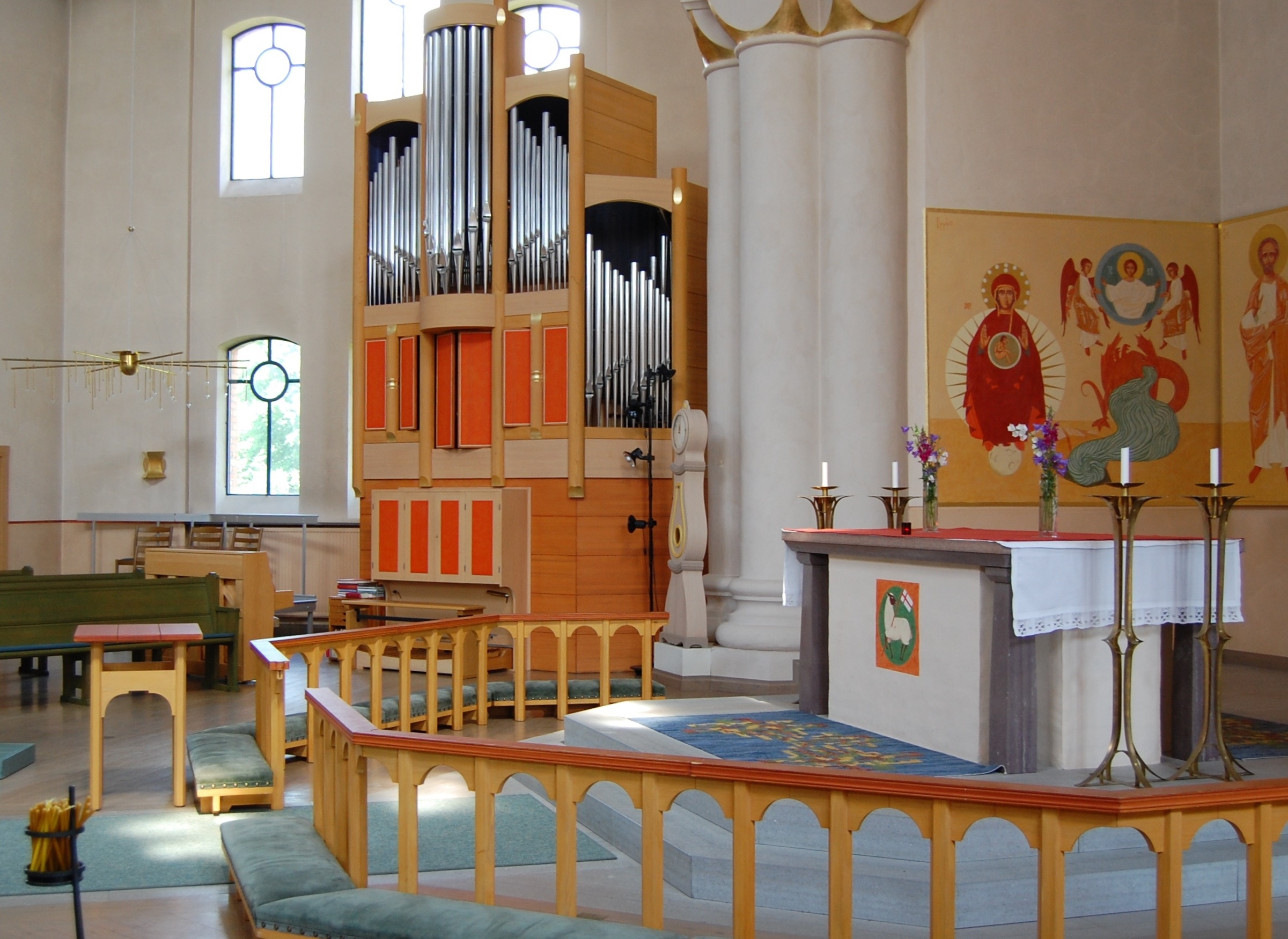
Altaret
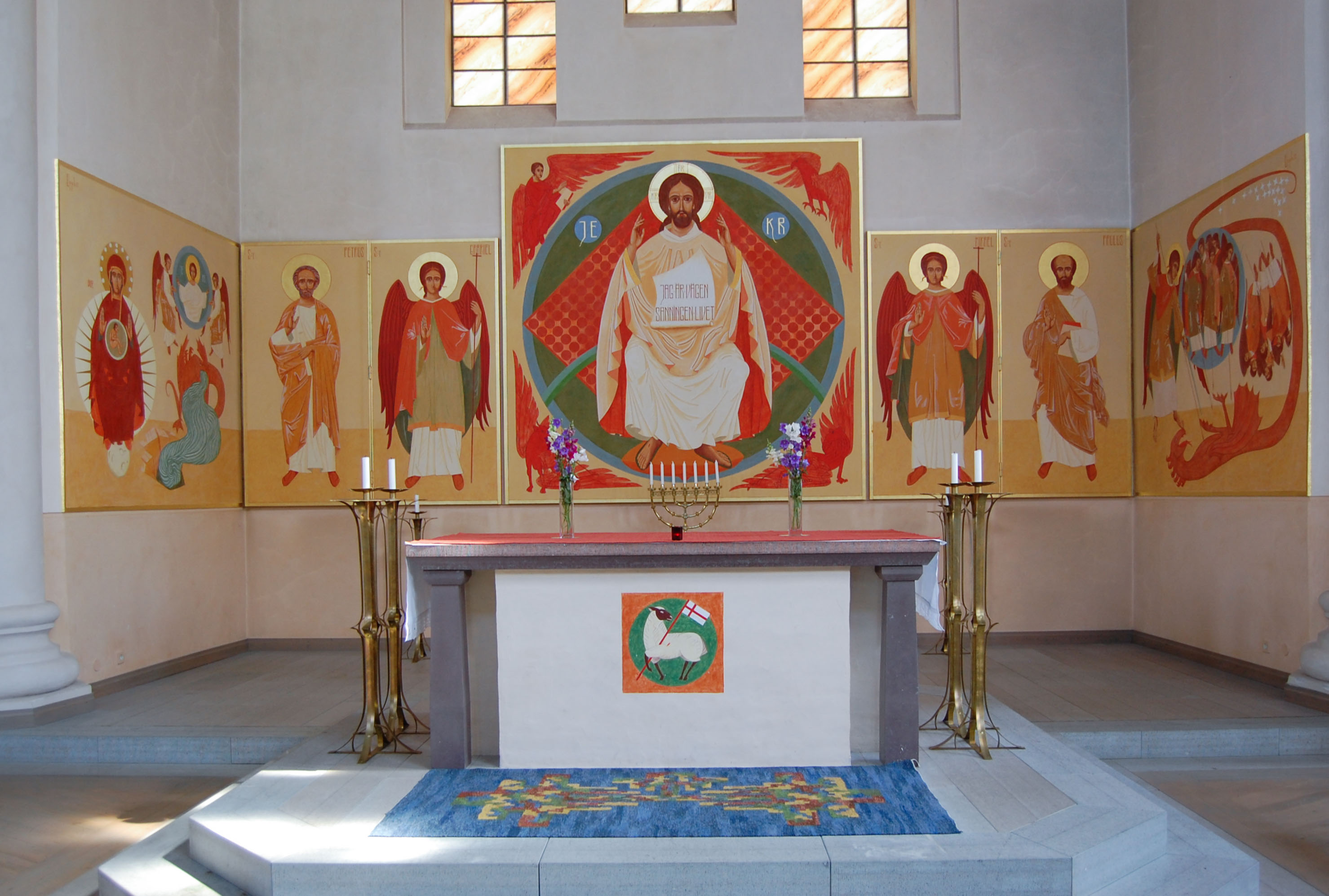
Altartriptyk
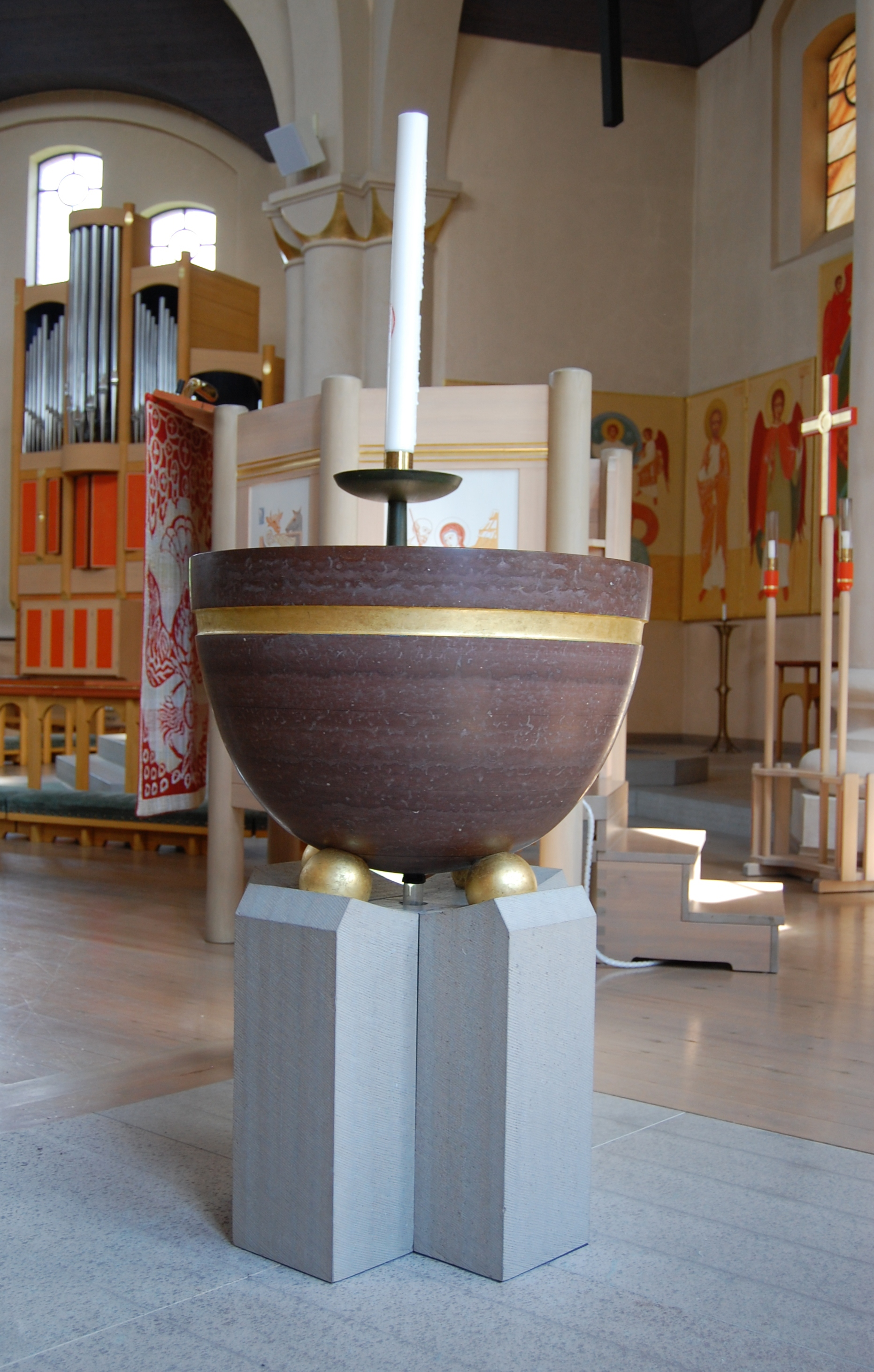
Dopfunten
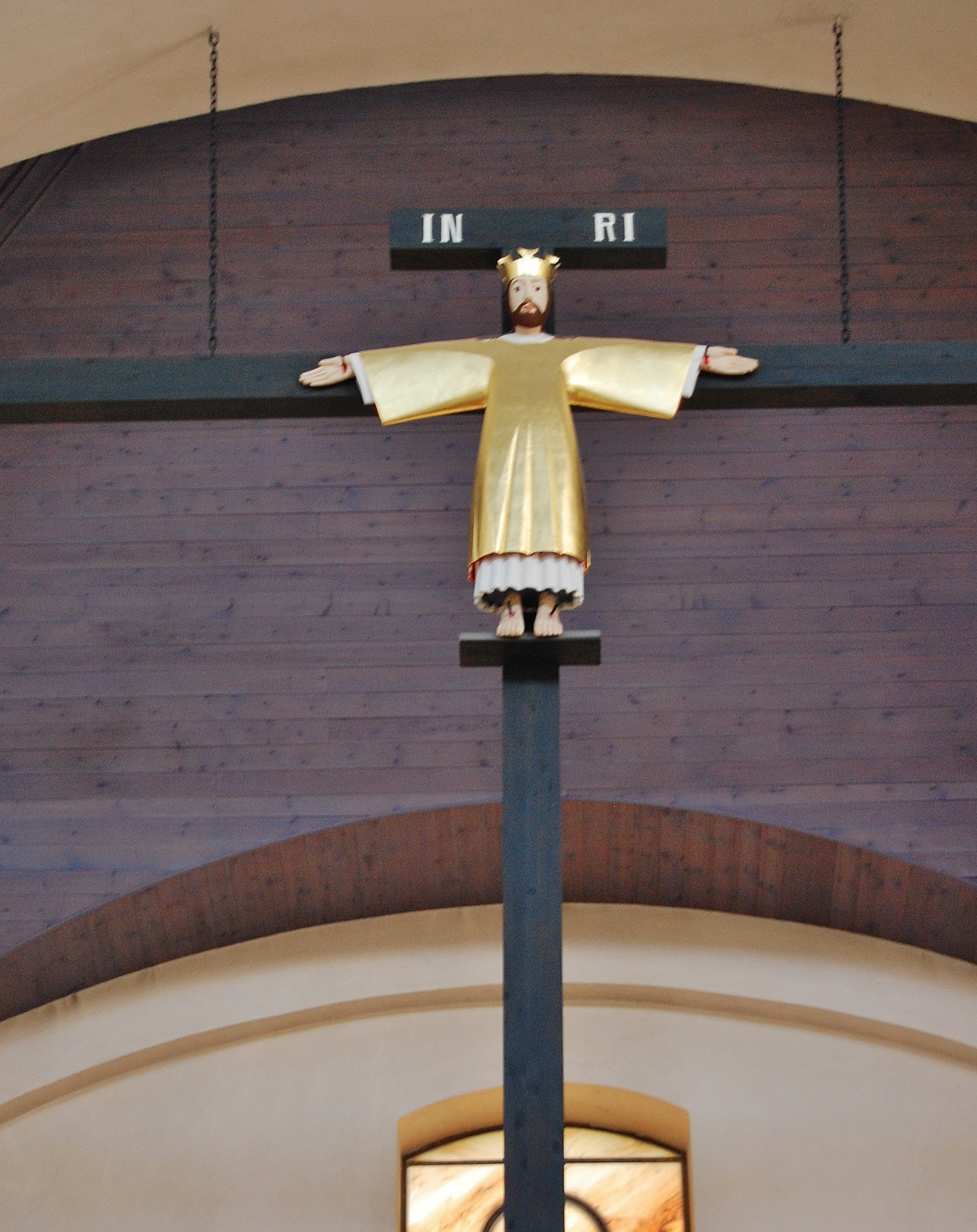
Triumfkrucifixet
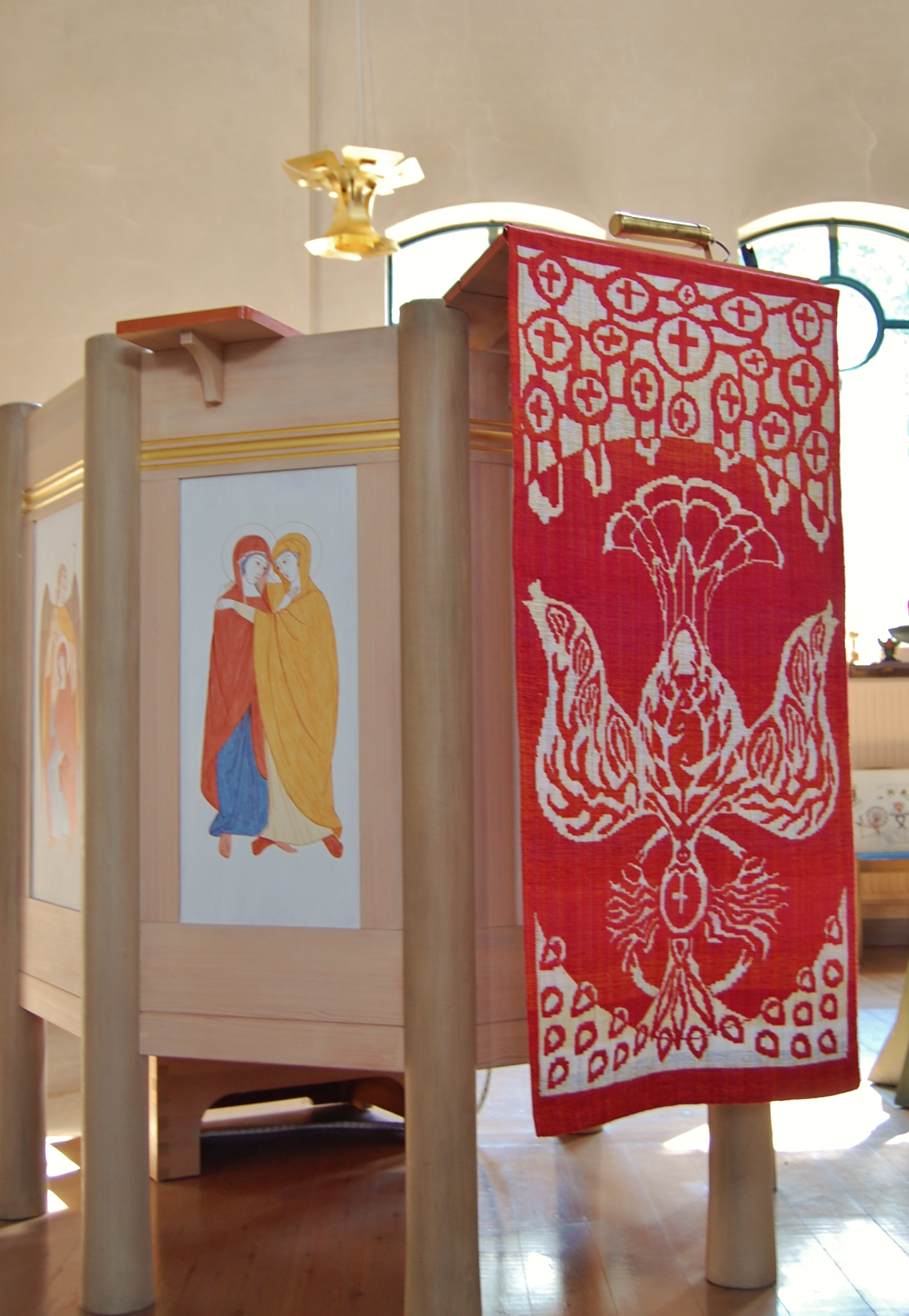
Predikstolen
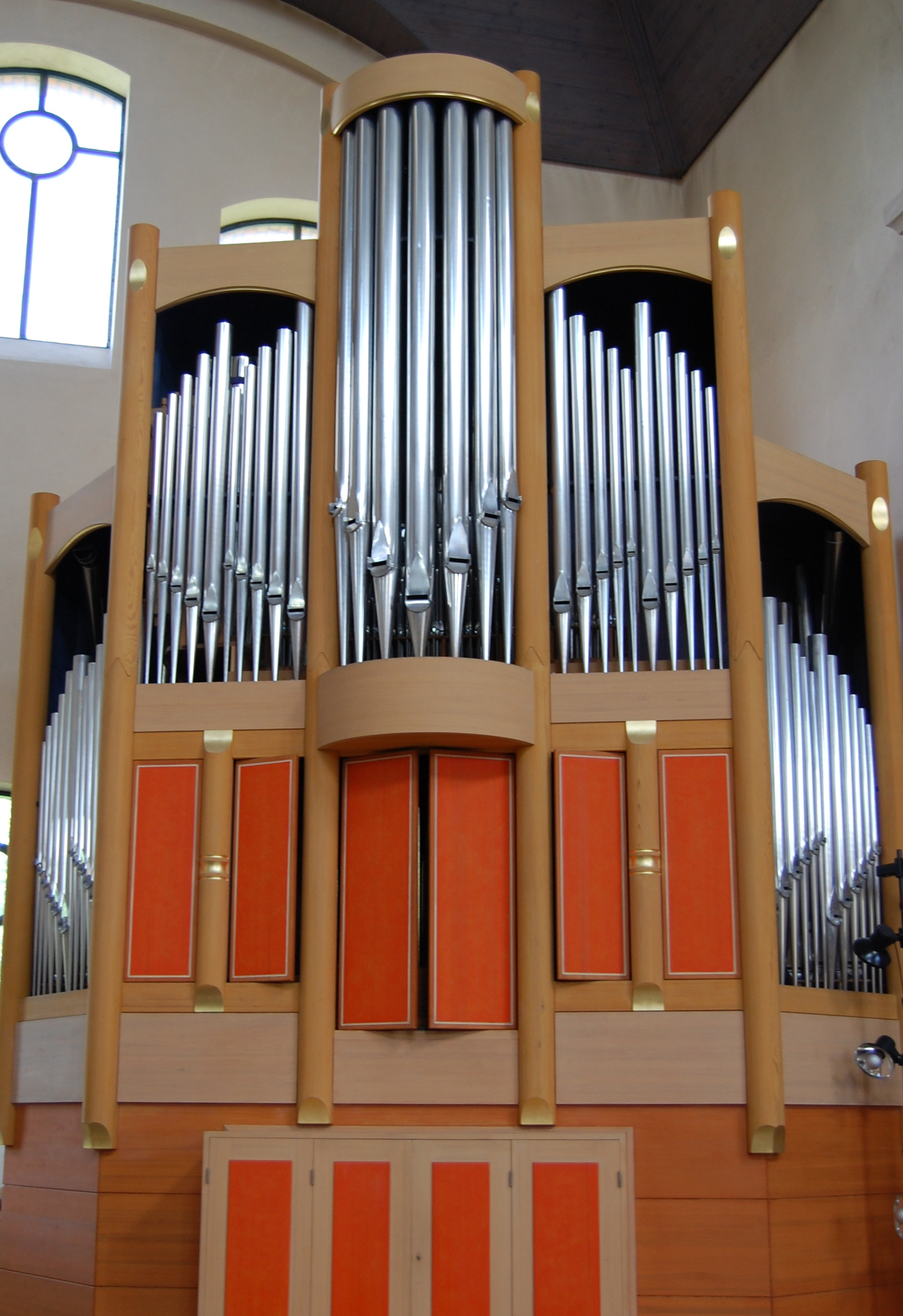
Orgeln